# 紀元前681年
紀元前681年（きげんぜん681ねん）は、西暦（ローマ暦）による年。紀元前1世紀の共和政ローマ末期以降の古代ローマにおいては、ローマ建国紀元73年として知られていた。紀年法として西暦（キリスト紀元）がヨーロッパで広く普及した中世時代初期以降、この年は紀元前681年と表記されるのが一般的となった。

## 他の紀年法
- 干支 : 庚子
- 中国
  - 周 - 釐王元年
  - 魯 - 荘公13年
  - 斉 - 桓公5年
  - 晋 - 晋侯緡26年
  - 秦 - 武公17年
  - 楚 - 文王9年
  - 宋 - 桓公元年
  - 衛 - 恵公19年
  - 陳 - 宣公12年
  - 蔡 - 哀侯14年
  - 曹 - 荘公21年
  - 鄭 - 子嬰13年
  - 燕 - 荘公10年
- 朝鮮
  - 檀紀1653年
- ユダヤ暦 : 3080年 - 3081年

## できごと

### 中国
- 斉の桓公と宋・陳・蔡・邾の大夫たちが北杏で会合した。
- 斉軍が遂を滅ぼした。
- 斉の桓公と魯の荘公が柯で会盟した。

### アッシリア
- アッシリア帝国の王センナケリブは、後継者に年下の息子エサルハドンを指名したことを恨んだ兄（アルダ・ムリッシ）に暗殺された。
  - 事件後、王位をめぐる内戦が勃発したが、エサルハドンが勝利し、アッシリア王に即位した。

## 死去
- センナケリブ - 新アッシリア帝国の王・バビロニアの征服者